# Marshal de la Cour suprême des États-Unis
Le Marshal de la Cour suprême des États-Unis dirige la police de la Cour suprême des États-Unis, un service de police de sécurité responsable devant le tribunal lui-même plutôt que devant le président ou le procureur général. Il s'occupe personnellement de la sécurité du bâtiment de la Cour suprême et des juges.

## Attributions
Conformément au 28 U.S.C. § 672 :

« (a) The Supreme Court may appoint a marshal, who shall be subject to removal by the Court, and may fix his compensation.
(b) The marshal may, with the approval of the Chief Justice of the United States, appoint and fix the compensation of necessary assistants and other employees to attend the Court, and necessary custodial employees.
(c) The marshal shall:
(1) Attend the Court at its sessions;
(2) Serve and execute all process and orders issued by the Court or a member thereof;
(3) Take charge of all property of the United States used by the Court or its members;
(4) Disburse funds appropriated for work upon the Supreme Court building and grounds under the jurisdiction of the Architect of the Capitol upon certified vouchers submitted by the Architect;
(5) Disburse funds appropriated for the purchase of books, pamphlets, periodicals and other publications, and for their repair, binding, and rebinding, upon vouchers certified by the librarian of the Court;
(6) Pay the salaries of the Chief Justice, associate justices, and all officers and employees of the Court and disburse other funds appropriated for disbursement, under the direction of the Chief Justice;
(7) Pay the expenses of printing briefs and travel expenses of attorneys in behalf of persons whose motions to appear in forma pauperis in the Supreme Court have been approved and when counsel have been appointed by the Supreme Court, upon vouchers certified by the clerk of the Court;
(8) Oversee the Supreme Court Police. »

Pour remplir ces fonctions, 40 U.S.C. § 6121 autorise le Marshal à surveiller le bâtiment de la Cour suprême et à protéger les juges, les employés de la Cour et les visiteurs de la Cour. Le Marshal a également le pouvoir de procéder à des arrestations dans l'exercice de ses fonctions.
Au début de chaque session de la Cour, l'entrée à 10 heures des juges dans la salle d'audience est annoncée par le Marshal. Les personnes présentes, au son du marteau, se lèvent et restent debout jusqu'à ce que les juges en robe soient assis en suivant le chant traditionnel : « L'honorable, le juge en chef et les juges associés de la Cour suprême des États-Unis. Oyez ! Oyez ! Oyez ! Toutes les personnes ayant affaire devant l'Honorable Cour suprême des États-Unis sont invitées à s'approcher et à accorder leur attention, car la Cour siège actuellement. Que Dieu sauve les États-Unis et cette honorable cour !"

## Liste des Marshals
Le bureau du Marshal a été créé par la loi en 1867. Les Marshals depuis cette date ont été :
- Richard C. Parsons (1867–1872)
- John G. Nicolay (1872–1887)
- John M.Wright (1888–1915)
- Frank Key Green (1915-1938)
- Thomas E. Waggaman (1938–1952)
- T. Perry Lippitt (1952–1972)
- Frank M. Hepler (1972–1976)
- Alfred M. Wong (1976–1994)
- Dale E.Bosley (1994–2001)
- Pamela Talkine (2001-2020)
- Gail A. Curley (2021-présent) [1]

Le 7 juillet 2020, la Cour a annoncé que le Marshal Talkin prendrait sa retraite à compter du 31 juillet 2020, après 19 ans en tant que marshal et 47 années au total d'emploi fédéral. Sa successeur, Gail A. Curley, a été annoncé le 3 mai 2021 et a pris ses fonctions le 21 juin 2021.